# Övre höjd
Övre höjd är beräknad genomsnittlig höjd på de 100 grövsta träden per ha - och därmed de förmodat högsta träden i ett bestånd. Som i de flesta andra delar av arbetet med skogsuppskattning, används provytor och statistisk beräkning.
Det finns ett stort antal definitioner på övre höjd för ett bestånd. En variant är att ta medelhöjden för 10% av de grövsta träden. I praktiken tas ofta medelhöjden på de 10 grövsta träden på en 0,1 ha stor yta.